# Mk 36型魚雷
Mk 36型魚雷是一種潛射反水面船艦魚雷，由通用電器和美國海軍魚雷站於1946年設計。Mk 36型魚雷的進一步研發因Mk 42型魚雷的研發而終止。